# Scrophularia dentata
Scrophularia dentata là một loài thực vật có hoa trong họ Huyền sâm. Loài này được Royle ex Benth. miêu tả khoa học đầu tiên năm 1835.